# 241P/LINEAR
241P/LINEAR – kometa krótkookresowa, należąca do rodziny Jowisza.

## Odkrycie
Kometa została odkryta 30 października 1999 w ramach programu LINEAR.

## Orbita komety i właściwości fizyczne
Orbita komety 241P/LINEAR ma kształt elipsy o mimośrodzie 0,62. Jej peryhelium znajduje się w odległości 1,86 j.a., aphelium zaś 7,91 j.a. od Słońca. Jej okres obiegu wokół Słońca wynosi 10,8 roku, nachylenie do ekliptyki to wartość 20,74˚.
Jądro tej komety ma rozmiary kilku km.